# Ancoub Mze Ali
Ancoub Mze Ali (Nizza, 11 febbraio 1996) è un calciatore francese naturalizzato comoriano, centrocampista del Villefranche Saint-Jean Beaulieu.

## Caratteristiche tecniche
È un mediano.

## Carriera

### Club
Cresciuto nel settore giovanile del Nizza, ha giocato con la seconda squadra del club rossonero dal 2015 al 2019 prima di essere ceduto al Lens.

### Nazionale
L'11 novembre 2016 ha esordito con la nazionale comoriana disputando l'amichevole pareggiata 2-2 contro il Togo.

## Statistiche
Statistiche aggiornate al 6 gennaio 2020.

### Cronologia presenze e reti in nazionale
| Cronologia completa delle presenze e delle reti in nazionale ― Comore | Cronologia completa delle presenze e delle reti in nazionale ― Comore | Cronologia completa delle presenze e delle reti in nazionale ― Comore | Cronologia completa delle presenze e delle reti in nazionale ― Comore | Cronologia completa delle presenze e delle reti in nazionale ― Comore | Cronologia completa delle presenze e delle reti in nazionale ― Comore | Cronologia completa delle presenze e delle reti in nazionale ― Comore | Cronologia completa delle presenze e delle reti in nazionale ― Comore |
| Data                                                                  | Città                                                                 | In casa                                                               | Risultato                                                             | Ospiti                                                                | Competizione                                                          | Reti                                                                  | Note                                                                  |
| --------------------------------------------------------------------- | --------------------------------------------------------------------- | --------------------------------------------------------------------- | --------------------------------------------------------------------- | --------------------------------------------------------------------- | --------------------------------------------------------------------- | --------------------------------------------------------------------- | --------------------------------------------------------------------- |
| 11-11-2016                                                            | Tunisi                                                                | Comore                                                                | 2 – 2                                                                 | Togo                                                                  | Amichevole                                                            | -                                                                     | 61’                                                                   |
| 15-11-2016                                                            | Tunisi                                                                | Gabon                                                                 | 1 – 1                                                                 | Comore                                                                | Amichevole                                                            | -                                                                     | 78’                                                                   |
| 24-3-2017                                                             | Mitsamiouli                                                           | Comore                                                                | 2 – 0                                                                 | Mauritius                                                             | Qual. Coppa d'Africa 2019                                             | -                                                                     | 52’                                                                   |
| 28-3-2017                                                             | Belle Vue Maurel                                                      | Mauritius                                                             | 1 – 1                                                                 | Comore                                                                | Qual. Coppa d'Africa 2019                                             | -                                                                     |                                                                       |
| 10-3-2017                                                             | Lilongwe                                                              | Malawi                                                                | 1 – 0                                                                 | Comore                                                                | Qual. Coppa d'Africa 2019                                             | -                                                                     |                                                                       |
| 6-10-2017                                                             | La Marsa                                                              | Mauritania                                                            | 0 – 1                                                                 | Comore                                                                | Amichevole                                                            | -                                                                     | 75’                                                                   |
| 24-3-2018                                                             | Marrakech                                                             | Kenya                                                                 | 2 – 2                                                                 | Comore                                                                | Amichevole                                                            | -                                                                     | 53’                                                                   |
| 7-6-2019                                                              | Boulogne-sur-Mer                                                      | Costa d'Avorio                                                        | 3 – 1                                                                 | Comore                                                                | Amichevole                                                            | -                                                                     |                                                                       |
| 6-9-2019                                                              | Moroni                                                                | Comore                                                                | 1 – 1                                                                 | Togo                                                                  | Qual. Mondiali 2022                                                   | -                                                                     | 65’                                                                   |
| 10-9-2019                                                             | Lomé                                                                  | Togo                                                                  | 2 – 0                                                                 | Comore                                                                | Qual. Mondiali 2022                                                   | -                                                                     | 74’                                                                   |
| Totale                                                                |                                                                       | Presenze                                                              | 10                                                                    |                                                                       | Reti                                                                  | 0                                                                     |                                                                       |